# Konami Antiques: MSX Collection Vol. 1
Konami Antiques: MSX Collection Vol. 1 is een compilatiespel dat werd ontwikkel en uitgeven door Konami. Het spel kwam in Japan op 20 november 1997 uit voor de PlayStation. Het spel is een verzameling van computerspellen die eerder voor de MSX uitkwamen. 

## Lijst
Het spel is een verzameling van:
| Titel               | Uitgavejaar (voor MSX) | Genre                   |
| ------------------- | ---------------------- | ----------------------- |
| Antarctic Adventure | 1983                   | racespel, actiespel     |
| Gradius             | 1986                   | actiespel               |
| Nemesis 3           | 1988                   | actiespel               |
| Hyper Sports 2      | 1984                   | actiespel, sportspel    |
| Konami's Boxing     | 1985                   | sportspel               |
| Konami's Ping Pong  | 1985                   | sportspel               |
| Mopi Ranger         | 1985                   | actiespel, platformspel |
| Road Fighter        | 1985                   | racespel                |
| Sky Jaguar          | 1984                   | actiespel               |
| Yie Ar Kung-Fu      | 1985                   | vechtspel               |